# Salopetă

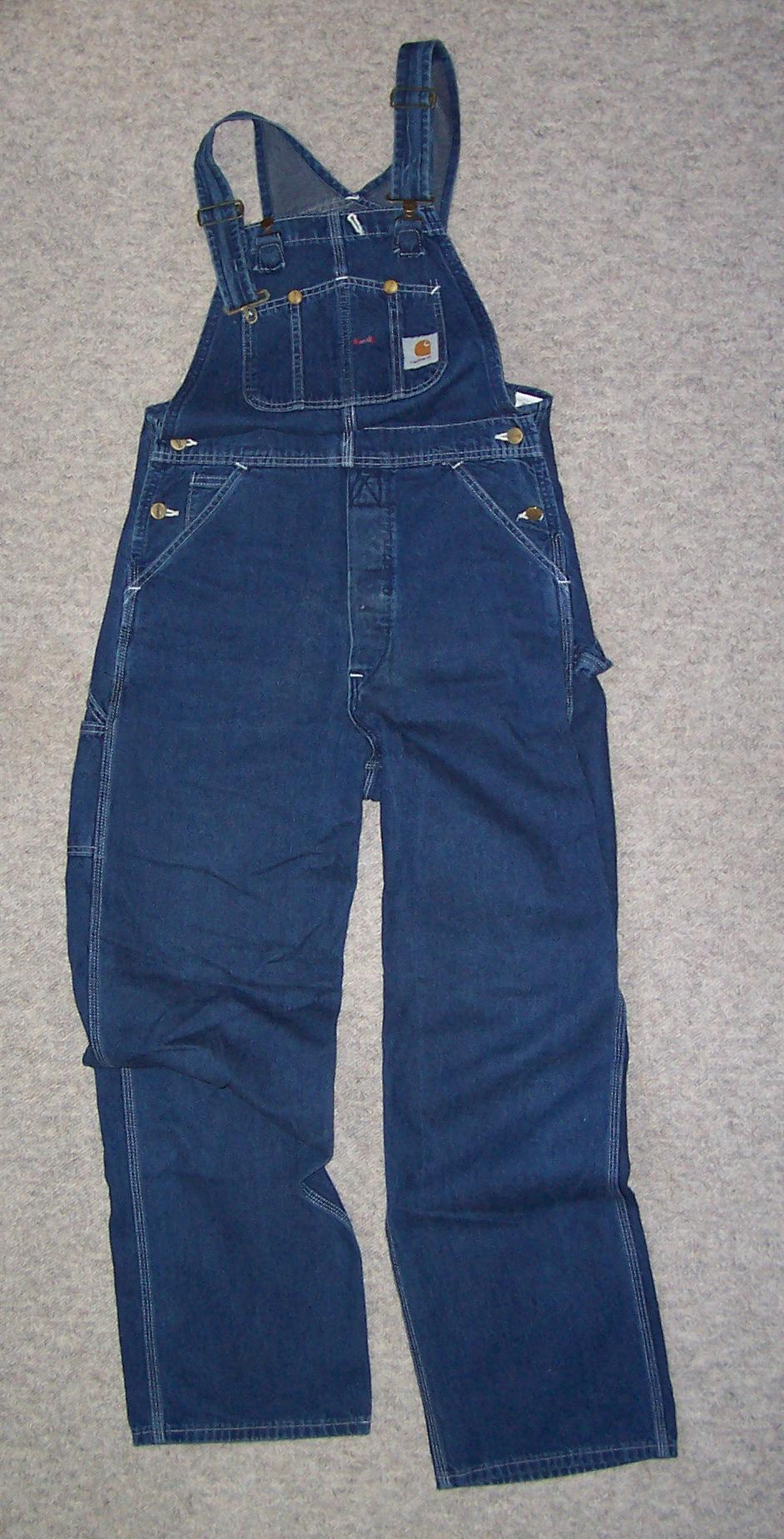
Salopetă confecționată din denim.

Salopeta este un costum făcut de obicei dintr-un material textil rezistent numit doc. Seamănă foarte mult cu niște pantaloni mai lungi având în partea de sus bretele. Acest costum este purtat adesea de către constructori sau mecanici pentru a se feri de murdărie în timpul lucrului.

## Legături externe
- „Salopetă” la DEX online